# 鍾利德
鍾利德（1942年6月15日—2005年7月12日），台灣政治人物，曾代表中國國民黨當選為第三、四屆立法委員。2001年底立法委員選舉競選連任，但因國民黨提名人數過多而未當選，後因癌症逝世。